# Albanische Marine
Die Albanische Marine (albanisch Forcat Detare Shqiptare) ist die Marinekomponente der albanischen Streitkräfte.

## Geschichte

### 1912–1939
Bereits nach der Unabhängigkeitserklärung Albaniens vom 28. November 1912 gab es seitens der Regierung von Ismail Qemali erste Versuche, eine eigene Marine zu schaffen, doch der Beginn des Ersten Weltkrieges beendete zunächst diese Bestrebungen.

#### Aufgabe, Struktur und Organisation
Erst nach dem Ende des Fürstentums Albanien und der Erklärung zur Präsidialrepublik 1925 durch Ahmet Zogu wurden auch die albanischen Streitkräfte einschließlich einer Marinekomponente geschaffen. Hauptaufgabe der Marine bestand im Küstenschutz und dem Kampf gegen Schmuggel. Ihr Umfang blieb jedoch aufgrund der finanziellen Einschränkungen des Landes sehr klein. Die einzigen Zahlen über die Mannschaftsstärke stammen von 1939 – zu diesem Zeitpunkt bestand die Marine aus 17 Offizieren und 140 Seeleuten.
1928 wurde das zentrale Marine-Kommando geschaffen. Kommandeur der Marine war immer ein italienischer Offizier, der stellvertretende Kommandeur stammte aus Albanien. Erst kurz vor der italienischen Besetzung Albaniens stand ein namentlich nicht bekannter albanischer Offizier den Marinestreitkräften vor. Das Hauptquartier der Marine befand sich in Durrës, Marine-Standorte bestanden in Shëngjin, Durrës, Vlora und Saranda mit jeweils eigener Hafenkommandantur. Auf diese vier Häfen waren die Schiffe der Marine auch verteilt. Im November des Jahres 1928 wurden die ersten Rekruten aufgenommen.

#### Ausrüstung bis zum  Zweiten Weltkrieg
Vor dem Hintergrund der italienischen Bestrebungen, Einfluss auf das Land und auch das Militär zu erhalten, stammt ein Großteil der militärischen Ausrüstung der Streitkräfte aus Italien.
Am 25. Dezember 1925 kamen die ersten beiden Schiffe der albanischen Marine aus Italien an, die über eine Bukarester Bank gekauft worden waren. Die beiden ehemaligen deutschen Minensuchboote FM-16 und FM-23 vom Typ Flachgehendes Minensuchboot erhielten die Namen Shqipnia und Skënderbeu. Shqipnia heißt übersetzt Albanien, Skënderbeu ist die albanische Namensform des Fürsten Skanderbeg aus dem 15. Jahrhundert. In Albanien wurden die beiden Schiffe als Kanonenboote klassifiziert und mit Seeleuten bemannt, die zuvor gegen Schmuggler an der albanischen Küste eingesetzt worden waren. Bereits 1935 wurden die beiden Einheiten außer Dienst gestellt, da ihre Seeeigenschaften zu wünschen übrig ließen, der Verbrauch an Öl und Kesselwasser zu hoch war und sie zu langsam waren. Beide Schiffe wurden zwischen 1935 und April 1939, als das Land von den Italienern besetzt wurde, abgewrackt.
Der Kauf der beiden Schiffe in Italien dokumentiert bereits den Versuch des westlichen Nachbarn, seinen Einfluss in Albanien auszudehnen. Diese Versuche umfasste auch Angebote an Waffenlieferungen, zum Beispiel im Juni 1926 sechs Schnellboote und eine Staatsjacht für die albanische Marine. Als Ausrüstung erhielt die albanische Marine 1928 zunächst zwei und 1934 noch einmal zwei identische italienische Küstenschutzboote, die die Namen Tirana, Saranda, Durrës und Shëngjin erhielten. Diese waren 1926 bei SVAN in Venedig gebaut worden und entsprachen mit ihren 46 Tonnen und einem 76-mm-Geschütz den vergleichbaren Küstenschutzbooten (Motor Launch) der britischen Royal Navy beziehungsweise den Minenräumbooten der Kriegsmarine. Bei der italienischen Besetzung des Landes im April 1939 übernahm die Regia Marina die vier Boote, gab drei nach Kriegsende an Albanien zurück, wo sie noch bis 1970 eingesetzt wurden.
Als letztes Schiff übergab Italien im Rahmen des Tiranapaktes noch eine Staatsjacht mit dem Namen Illiria. Dies war das ehemalige französische Minensuchboot Lamproie der Gardon-Klasse aus dem Jahr 1918 mit 654 Tonnen. Nach dem Ersten Weltkrieg wurde es von privater Hand zur Jacht White Diamond umgebaut, 1938 von der Regia Marina gekauft und dem albanischen König zur Verfügung gestellt. Im April 1939 übernahm die Regia Marina das Schiff wieder und nutzte es als Hilfskanonenboot für Wachdienste. 1958 wurde es in Italien abgewrackt.
1930 gab es einzelne Presseberichte, wonach Albanien beabsichtigte, einen leichten Kreuzer aus Italien zu erwerben. Vor dem Hintergrund der kleinen Marine mit wenigen Motorbooten erscheint solch ein Vorhaben eher unrealistisch.

### 1945–1990
Aus Zeiten, als Albanien dem Warschauer Pakt angehörte (bis 1968), verfügte das Land über vier ehemals sowjetischen U-Boote der Romeo-Klasse, die bis Ende der 1980er Jahre betrieben wurden und nun nicht mehr im Bestand der albanischen Marine sind.

## Organisation
Die albanische Marine gliedert sich in ein maritimes Überwachungszentrum und einen hydrographischen Dienst in Durrës. Die Tauchbasis und die Marineflotte haben den Sitz in Vlora. Des Weiteren verfügen die Seestreitkräfte über eine Werft, einen Personalunterstützungsdienst und ein Marinekommando.

## Ausrüstung

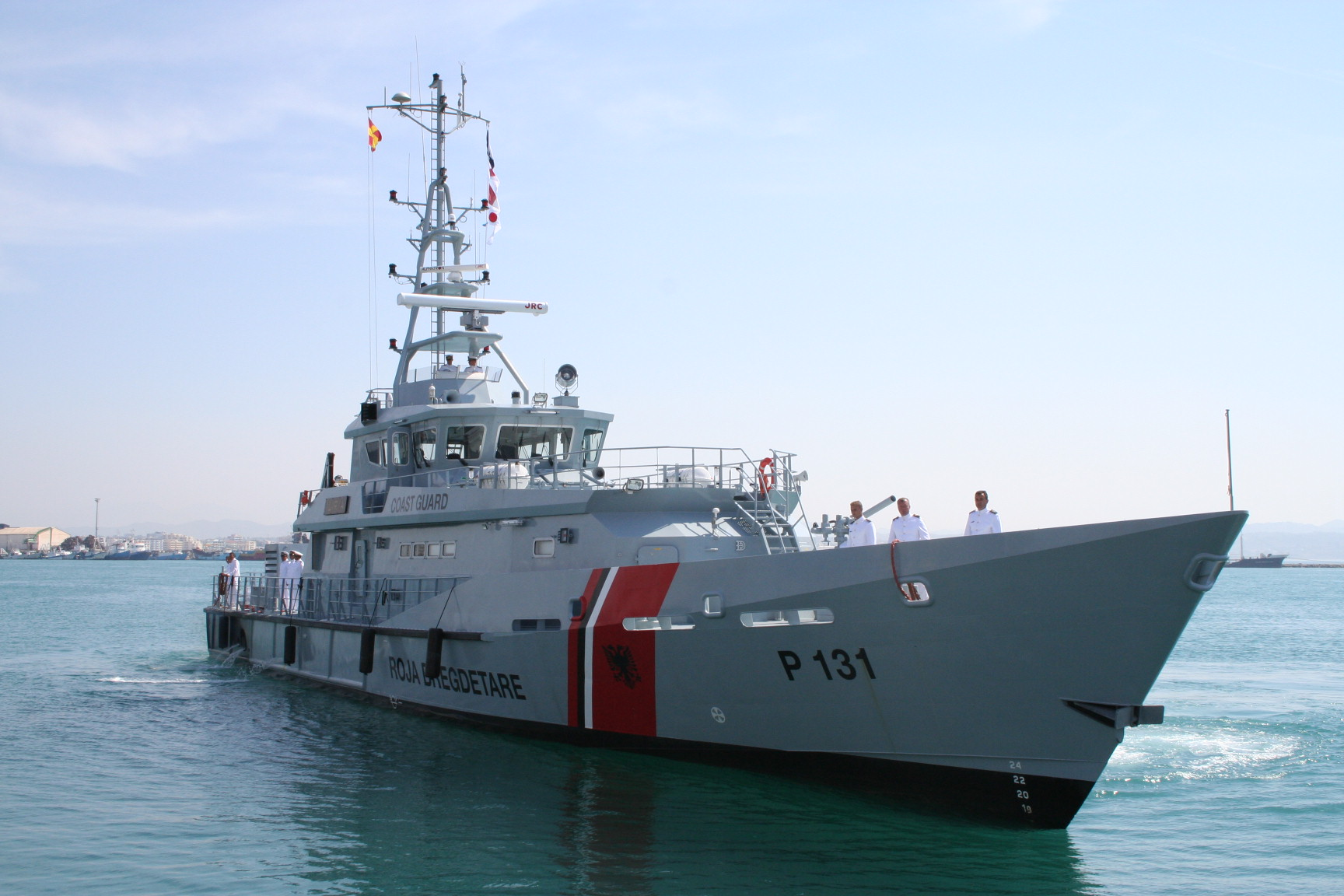
Patrouillenboot Iliria

Zur Erfüllung ihrer Aufgaben verfügt die albanische Marine unter anderem über fünf Patrouillenboote.

## Küstenwache
Anders als in den meisten anderen Ländern ist die Küstenwache in Albanien ein Teil der Marine. Sie verfügt über 14 Patrouillenboote.